# Fraser Fyvie
Fraser Fyvie, né le 27 mars 1993 à Aberdeen, est un footballeur écossais qui évolue au poste de milieu de terrain à Cove Rangers.

## Biographie

### En club
Le 22 août 2009, Fraser Fyvie devient le plus jeune joueur à porter le maillot de l'Aberdeen FC lors du match de championnat face au Hamilton Academical FC (victoire 0-3). Le 27 janvier 2010, il devient le plus jeune buteur de l'histoire de la Scottish Premier League en marquant le premier but des siens face au Heart of Midlothian FC (0-3).
En août 2010, le milieu de terrain écossais est victime d'une blessure au ligament croisé antérieur d'un genou qui l'éloigne des terrains durant neuf mois,. En février 2012, Fyvie refuse de prolonger son contrat avec les Dons et déclare vouloir jouer en Angleterre.
Le 16 juillet 2012, il s'engage pour trois ans à Wigan après avoir participé à 66 matchs (3 buts) avec Aberdeen. Il prend part à son premier match avec les Latics à l'occasion de la rencontre de League Cup contre Nottingham Forest (victoire 4-1).
Le 2 février 2015 il rejoint Hibernian.
Le 1er juillet 2017 il rejoint Dundee United.

### En sélection
Le 12 octobre 2012, Fraser Fyvie honore sa première sélection avec l'Écosse espoirs lors de la rencontre face aux États-Unis (défaite 2-0).

## Statistiques
| Saison                | Club                  | Championnat             | Championnat | Championnat | Coupe(s) nationale(s) | Coupe(s) nationale(s) | Compétition(s) continentale(s) | Compétition(s) continentale(s) | Compétition(s) continentale(s) | Total | Total |
| Saison                | Club                  | Division                | M.          | B.          | M.                    | B.                    | Comp.                          | M.                             | B.                             | M.    | B.    |
| 2009-2010             | Aberdeen              | Scottish Premier League | 26          | 1           | 1                     | 0                     | -                              | -                              | -                              | 27    | 1     |
| 2010-2011             | Aberdeen              | Scottish Premier League | 5           | 0           | 1                     | 0                     | -                              | -                              | -                              | 6     | 0     |
| 2011-2012             | Aberdeen              | Scottish Premier League | 27          | 1           | 6                     | 1                     | -                              | -                              | -                              | 33    | 2     |
| 2012-2013             | Wigan Athletic        | Premier League          | 1           | 0           | 7                     | 0                     | -                              | -                              | -                              | 8     | 0     |
| Total sur la carrière | Total sur la carrière | Total sur la carrière   | 59          | 2           | 15                    | 1                     | -                              | -                              | -                              | 74    | 3     |

## Palmarès
- Hibernian FC
  - Vainqueur de la Coupe d'Écosse : 2016
  - Champion de la deuxième division en 2016-2017

### Distinction personnelle
- Membre de l'équipe-type de la Scottish League One (troisième division) en 2022 et 2025